# Clarity (Lied)
Clarity (englisch für ‚Klarheit‘) ist ein Lied des deutsch-russischen EDM-Musikers Zedd, in Kooperation mit der britischen Singer-Songwriterin Foxes. Das Stück ist die vierte Singleauskopplung aus seinem gleichnamigen Debütalbum Clarity.

## Entstehung und Artwork
Geschrieben wurde das Lied gemeinsam von Holly Hafferman (Skylar Grey), Matthew Koma, Porter Robinson und Anton Zaslavski (Zedd). Gemischt und produziert wurde die Single eigens von Zedd. Gemastert wurde die Single im Minneapoliser HM Mastering, unter der Leitung des US-Amerikaners Huntley Miller. Das Arrangement erfolgte durch Jesse Taub, die Gesangsaufnahmen von Ghostwriter, die Bearbeitung (Vocal Editing) durch Ryan Shanahan und Zedd. Das Lied wurde unter dem Musiklabel Interscope Records veröffentlicht und durch Universal Music Publishing vertrieben. Auf dem Cover der Maxi-Singles ist – neben Künstlernamen und Liedtitel – ein visuelles Kreuz mit dem Logo Zedds als Mittelpunkt zu sehen. Das Coverbild ist identisch mit dem des Albums, nur die Farbgestaltung weicht vom Original ab. Das Artwork des Coverbildes stammt von David D. Navarro, das Layout von Liam Ward.
Auf die Idee Foxes als Sängerin für Clarity anzufragen, kam Zedd, als er ihr Lied Youth hörte. Daraufhin kontaktierte er sie über Skype und fragte, ob sie den Gesang übernehmen möchte. Nachdem sie daraufhin nach Zedd bei Wikipedia gesucht und sich informiert hatte, akzeptierte sie das Angebot.

## Veröffentlichung und Promotion
Die Erstveröffentlichung von Clarity erfolgte am 12. November 2012 als digitale Veröffentlichung. Die Single ist nur zum Download und nicht als physischer Tonträger erhältlich. Die Maxi-Single ist als 2-Track-Single erhältlich und beinhaltet die Originalversion und die Radioversion von Clarity. Zudem wurden regional verschiedene Remix-Singles, EPs und Vinylplatten zu Promotionzwecken veröffentlicht, die sich alle durch die Anzahl und der Auswahl ihrer B-Seiten unterscheiden. Am 12. Mai 2014 veröffentlichte Zedd das Lied erneut, diesmal mit der Stimme von Medina.
Liveauftritte von Clarity im Hörfunk oder Rundfunk blieben in Deutschland, Österreich und der Schweiz bis heute aus. Er spielte das Lied nur auf seinen Konzerten live.
Remixversionen
- Clarity (Brillz Remix)
- Clarity (Tom Budin Remix)
- Clarity (Felix Cartel Remix)
- Clarity (Funkagenda Remix)
- Clarity (Headhunterz Remix)
- Clarity (Shreddie Mercury Remix)
- Clarity (DJ Noriken Remix)
- Clarity (Roy Rosenfeld Remix)
- Clarity (SizzleBird Remix)
- Clarity (Style of Eye Remix)
- Clarity (Swanky Tunes Remix)
- Clarity (Nick Thayer Remix)
- Clarity (Tiësto Remix)
- Clarity (Torro Torro Remix)

## Inhalt
Der Liedtext zu Clarity ist in englischer Sprache verfasst, auf Deutsch übersetzt heißt der Titel „Klarheit“. Die Musik und der Text wurden gemeinsam von Skylar Grey, Matthew Koma, Porter Robinson und Anton Zaslavski (Zedd) verfasst. Musikalisch bewegt sich das Lied im Bereich der elektronischen Tanzmusik und des House. Neben dem Hauptgesang von Foxes sind im Hintergrund die Stimmen von RJ Colston, Kevin Feller, Malachi Mott, Priya Prins, Drew Ressler, Porter Robinson, Jesse Taub und Anton Zaslavski zu hören.
| “Cause you are the piece of me, I wish I didn’t need. Chasing relentlessly, still fight and I don’t know why. If our love is tragedy why are you my remedy? If our love’s insanity why are you my clarity?” – Refrain, Originalauzug | „Denn du bist der Teil von mir, von dem ich mir wünschte ihn nicht zu brauchen. Das verfolge ich unerbittlich, kämpfe immerzu und weiß nicht warum. Wenn unsere Liebe eine Tragödie ist, warum bist du mein Heilmittel? Wenn unsere Liebe wahnsinnig ist, warum bist du meine Klarheit?“ – Refrain, Übersetzung |

## Musikvideo
Das Musikvideo zu Clarity wurde in den kalifornischen Städten Dumont Dunes und Los Angeles gedreht und feierte am 15. August 2012, auf Zedds YouTube-Account, seine Premiere. Zu sehen sind ein Mann und Foxes die durch eine Stadt fahren und auf einer Kreuzung aufeinander prallen. Danach wachen beide an verschiedenen Punkten in einer Tropfsteinhöhle auf, wo sie wieder aufeinander treffen und die Szene endet. Danach wachen beide wieder in einer Wüste auf. Dort trifft der Mann wieder auf Foxes, diese klappt zusammen und er eilt ihr zur Hilfe. Am Ende fahren beide zusammen in einem Auto durch eine Stadt. Zwischendurch sind Foxes und Zedd vor einem orangen Hintergrund und verschiedene Visualisierungen zu sehen. Die Gesamtlänge des Videos beträgt 4:33 Minuten. Regie führte Jodeb, produziert wurde es von Geoff McLean und PJ Sodaski. Bis Mai 2022 zählte das Musikvideo über 323 Millionen Aufrufe bei YouTube. Es wurde 2013 für einen MTV Video Music Award nominiert.

## Mitwirkende
| Liedproduktion - RJ Colston: Begleitgesang - Kevin Feller: Begleitgesang - Foxes: Gesang - Ghostwriter: Tonmeister - Holly Hafferman (Skylar Grey): Komponist, Liedtexter - Matthew Koma: Komponist, Liedtexter - Huntley Miller: Mastering - Malachi Mott: Begleitgesang - Priya Prins: Begleitgesang - Drew Ressler: Begleitgesang - Porter Robinson: Begleitgesang, Komponist, Liedtexter - Ryan Shanahan: Stimmbearbeitung - Jesse Taub: Arrangement, Begleitgesang - Zedd: Abmischung, Begleitgesang, DJ, Komponist, Liedtexter, Musikproduzent, Stimmbearbeitung | Artwork - Jodeb: Regisseur (Musikvideo) - Geoff McLean: Filmproduzent (Musikvideo) - David D. Navarro: Artwork (Cover) - PJ Sodaski: Produzent (Musikvideo) - Liam Ward: Layout (Cover) Unternehmen - HM Mastering: Mastering - Interscope Records: Musiklabel - Universal Music Publishing: Vertrieb |

## Auszeichnungen
Am 26. Januar 2014 wurde Clarity mit einem Grammy in der Kategorie „Best Dance Recording“ ausgezeichnet. Am 24. April 2014 wurde Clarity mit einem ASCAP Award ausgezeichnet.

## Kommerzieller Erfolg

### Chartplatzierungen
Clarity erreichte in Deutschland Position 94 der Singlecharts und konnte sich insgesamt zwei Wochen in den Charts halten. Im Vereinigten Königreich erreichte die Single in 14 Chartwochen Position 27. In den Vereinigten Staaten erreichte die Single Position acht und konnte sich zwei Wochen in den Top 10 und 32 Wochen in den Charts halten. Des Weiteren erreichte Clarity nach Spectrum als zweite Single Platz eins der US-amerikanischen Dance-Club-Charts.
Für Zedd als Interpret ist dies bereits der zweite Charterfolg in Deutschland, sowie der erste Charterfolg im Vereinigten Königreich und den Vereinigten Staaten. Für Zedd als Autor und Produzent ist dies bereits der dritte Charterfolg in Deutschland, sowie der zweite Charterfolg im Vereinigten Königreich und den Vereinigten Staaten. In den Vereinigten Staaten ist es sein zweiter Top-10-Erfolg. Im Vereinigten Königreich und den Vereinigten Staaten konnten sich bis heute keine Singles von Zedd länger in den Charts halten. Für Foxes als Interpretin ist es weltweit der erste Charterfolg.
| ChartsChartplatzierungen       | Höchstplatzierung | Wochen |
| ------------------------------ | ----------------- | ------ |
| Deutschland (GfK)              | 94 (2 Wo.)        | 2      |
| Vereinigte Staaten (Billboard) | 8 (33 Wo.)        | 33     |
| Vereinigtes Königreich (OCC)   | 27 (14 Wo.)       | 14     |

### Auszeichnungen für Musikverkäufe
Clarity wurde weltweit mit viermal Gold sowie mit 20 Platin-Schallplatten ausgezeichnet. Damit wurde die Single laut Schallplattenauszeichnungen über 7,6 Millionen Mal verkauft.
| Land/Region                  | Auszeichnungen für Musikverkäufe (Land/Region, Auszeichnung, Verkäufe) | Verkäufe  |
| ---------------------------- | ---------------------------------------------------------------------- | --------- |
| Australien (ARIA)            | 6× Platin                                                              | 420.000   |
| Brasilien (PMB)              | 3× Platin                                                              | 180.000   |
| Dänemark (IFPI)              | Gold                                                                   | 45.000    |
| Deutschland (BVMI)           | Gold                                                                   | 150.000   |
| Italien (FIMI)               | Gold                                                                   | 15.000    |
| Kanada (MC)                  | Platin                                                                 | 80.000    |
| Mexiko (AMPROFON)            | Gold                                                                   | 30.000    |
| Neuseeland (RMNZ)            | 2× Platin                                                              | 60.000    |
| Schweden (IFPI)              | Platin                                                                 | 40.000    |
| Vereinigte Staaten (RIAA)    | 6× Platin                                                              | 6.000.000 |
| Vereinigtes Königreich (BPI) | Platin                                                                 | 600.000   |
| Insgesamt                    | 4× Gold · 20× Platin ·                                                 | 7.620.000 |

Hauptartikel: Zedd/Auszeichnungen für Musikverkäufe

## Coverversionen
- 2013: Jessica Sanchez, sie coverte das Lied in der Fernsehsendung Glee.
- 2013: Michelle Chamuel, er sang das Lied in der vierten Staffel von The Voice (Vereinigte Staaten).
- 2013: Ellona Santiago, sie sang das Lied in der dritten Staffel von The X Factor (Vereinigte Staaten).